# Labastide-Chalosse
Labastide-Chalosse là một xã, thuộc tỉnh Landes trong vùng Nouvelle-Aquitaine. Xã này có diện tích 4,56 kilômét vuông, dân số năm 2006 là 122 người. Xã này nằm ở khu vực có độ cao tu 49-127 mét trên mực nước biển.

## Biến động dân số
| Năm | 1962 | 1968 | 1975 | 1982 | 1990 | 1999 | 2006 |
| --- | ---- | ---- | ---- | ---- | ---- | ---- | ---- |
| Dân số | 115  | 135  | 130  | 138  | 138  | 117  | 122  |
| From the year 1962 on: No double counting—residents of multiple communes (e.g. students and military personnel) are counted only once. |      |      |      |      |      |      |      |